# Zatrzymanie pojazdu
Zatrzymanie pojazdu – unieruchomienie pojazdu niewynikające z warunków lub przepisów ruchu drogowego, trwające nie dłużej niż 1 minutę, oraz każde unieruchomienie pojazdu wynikające z tych warunków lub przepisów.
Zatrzymując pojazd na jezdni, należy zatrzymać go przy samej krawędzi i równolegle do niej.
Zatrzymanie pojazdu na chodniku jest możliwe kołami jednego boku lub przednią osią pojazdu o masie do 2,5 tony pod warunkiem, że:
- na danym odcinku drogi nie ma zakazu postoju
- nie utrudnia ruchu pieszym
- pojazd umieszczony przednią osią na chodniku nie utrudnia ruchu na jezdni.

Zakazy zatrzymywania:
- w miejscach niebezpiecznych dla ruchu
- na przejazdach kolejowo-drogowych i tramwajowych oraz w odległości 10 m od przejazdu
- na skrzyżowaniach oraz w odległości 10 m od skrzyżowania
- na przejściu dla pieszych oraz w odległości 10 m od przejścia
- przed znakiem drogowym (jeśli byłby zasłonięty przez auto)
- 15 m przed zatoczką autobusową
- na moście, w tunelach, na wiadukcie
- na drodze dla pieszych i rowerów, drodze dla rowerów, pasie ruchu dla rowerów oraz w śluzie dla rowerów, z wyjątkiem roweru
- na autostradzie i drodze ekspresowej
- przed przejściem, wynikające z nadawanego światła
- na pasach ruchu
- na jezdni obok linii przerywanej wyznaczającej krawędź jezdni
- na poboczu linii ciągłej wyznaczającej krawędź jezdni
- na jezdni przy lewej krawędzi z wyjątkiem postoju i zatrzymania postoju.

Zakazy zatrzymania się nie dotyczą zatrzymania pojazdu wynikającego z warunków lub przepisów ruchu drogowego.